# Qaanaaq
Qaanaaq (zastarale Kânâk nebo Qânâq) je město v kraji Avannaata v Grónsku. Leží na jeho západním pobřeží, severně od Baffinova zálivu, asi 1600 km od hlavního města Nuuku. Město bylo založeno v roce 1953 pod jménem Thule přesídlením obyvatel z Pituffiku při budování americké vojenské letecké základny.
V roce 2017 tu žilo 634 obyvatel, převážně Inuitů mluvících západním dialektem grónštiny a inuktunem.
Komunikace s okolním světem, zásobování a cestování probíhá jedině po moři (ledoborci), nebo vzdušnou dopravou (vrtulníky).